# Eduardo Souto de Moura
Eduardo Elísio Machado Souto de Moura (Porto, Portugal, 25. srpnja 1952.) je međunarodno priznati poznati portugalski arhitekt. Zajedno s arhitektima kao što su Fernando Távora i Álvaro Siza, on je najpoznatiji arhitekt iz Škole arhitekture u Portu, gdje i radi kao profesor. Najveće priznanje je doživio 2011. godine kada mu je dodijeljena prestižna Pritzkerova nagrada za arhitekturu, ali i Izraelska Wolf nagrada za umjetnost 2013. god.

## Životopis
Souto de Moura je rođen u Portu, gdje je studirao kiparstvo prije prelaska na arhitekturu na Fakultetu likovnih umjetnosti Sveučilišta u Portu. Diplomirao je 1980. god., a od 1974. do 1979., tijekom arhitektonske prakse, radio je za Álvaro Siza Vieira koji ga je poticao da pokrene vlastitu tvrtku. Započeo je svoju karijeru kao neovisni arhitekt 1980. god., nakon pobjede na natječaju za Casa das Artes, kulturno središte s auditorijem i izložbenom galerijom u vrtovima neoklasične vile u svom rodnom gradu Portu. Međutim, Souto de Moura surađivao je sa Siza Vierom na portugalskom paviljonu za Svjetsku izložbu Expo 2000 u Hannoveru (Njemačka), i anualnom paviljonu za Serpentinsku galeriju u Londonu 2004. god.
Dana 28. ožujka 2011., objavljeno je kako je Moura dobitnik Pritzkerove nagrade. Nagrada mu je dodijeljena za njegov rad, uključujući građevine kao što su: Estádio Municipal de Braga, Toranj Burgo u Portu i Muzej Paule Rego u Cascaisu.

### Nagrade
- 1998.: Pessoa nagrada
- 2011.: Pritzkerova nagrada
- 2013.: Wolfova nagrada

## Djela
Souto de Moura je veoma rano dobivao da gradi često skromne stambene kuće, uglavnom u svojoj rodnoj zemlji. Kasnije je proširio svoj posao trgovačkim centrima, školama, umjetničkim galerijama i kinima, u mnogim zemljama uključujući Španjolsku, Italiju, Njemačku, Veliku Britaniju i Švicarsku. Između 1989. i 1997. god., Souto de Moura je proveo osam godina na restauraciji napola uništenog samostana Santa Maria do Bouro iz 12. stoljeća u Amaresu, pretvarajući ga u povijesni hotel (Pousada)
Od 1981. do 1990., Souto de Moura je docent na fakultetu gdje je diplomirao, a kasnije je imenovan profesorom na Arhitektonskom fakultetu Sveučilišta u Portu, FAUP-u (Faculdade de Arquitectura da Universidade do Porto). Bio je gostujući profesor na arhitektonskim školama u Ženevi, Paris-Bellevilleu, Harvardskom sveučilištu, Dublinu, ETH Zürichu i Lausanni, te je sudjelovao na brojnim seminarima i dao mnoga predavanja, kako u Portugalu, tako i u inozemstvu. Njegov rad se pojavio u raznim publikacijama i izložbama.

### Kronološki popis poznatijih djela
- 2003. Estádio Municipal de Braga, Braga, Portugal
- 2004. Porto Metro
- 2005. Paviljon Serpentinske galerije, London, UK (s Alvarom Siza)
- 2007. Uredske zgrade Burgo Empreendimento, Avenida da Boavista, Porto, Portugal
- 2008. Centar suvremene umjetnosti Graça Morais
- 2009. Muzej Paule Rego, Cascais, Portugal
- 2010. – 11. Krematorij u Kortrijku, Belgija

## Vanjske poveznice
- Eduardo Souto de Moura, djela  Arhivirana inačica izvorne stranice od 27. rujna 2013. (Wayback Machine) (engl.)
- Članak o Muzeju Paule Rego Eduarda Souto de Moure (engl.)